# Гођење
Гођење је насељено мјесто у општини Хан Пијесак, Република Српска, БиХ. Према попису становништва из 1991. у насељу је живјело 580 становника.

## Становништво
| Националност       | 1991.        | 1981.        | 1971.        |
| Муслимани          | 579 (99,82%) | 615 (99,67%) | 581 (99,31%) |
| Срби               | 1 (0,17%)    | 1 (0,16%)    | 4 (0,68%)    |
| Хрвати             | 0            | 0            | 0            |
| Југословени        | 0            | 1 (0,16%)    | 0            |
| остали и непознато | 0            | 0            | 0            |
| Укупно             | 580          | 617          | 585          |

1. ↑  Муслимани се данас изјашњавају као Бошњаци.